# فرودگاه ییوییانگ لوشان
فرودگاه ییوییانگ لوشان (به انگلیسی: Jiujiang Lushan Airport) یک فرودگاه با کد یاتا JIU است . این فرودگاه در کشور چین قرار دارد .